# La Vieille Maison
La Vieille Maison est une nouvelle de sept pages d'Anton Tchekhov, parue en 1887.

## Historique
La Vieille maison est initialement publiée dans la revue russe Le Journal de Pétersbourg, numéro 294, du 26 octobre 1887 sous le pseudonyme A.Tchekhonte.

## Résumé
Un propriétaire visite son immeuble promis à la démolition. Il se rappelle les différents locataires qu'il a eus et plus spécialement d’une famille pauvre, les Poutokhine : le père est commis aux écritures, la mère et la grand-mère font des ménages, ils ont quatre enfants, leur intérieur est bien tenu, et ils ont même un sous-locataire.
Pourtant, le malheur va s'abattre sur eux et tout détruire : le père est licencié, il se met à boire et vend petit à petit tous les biens de la famille, jusqu'aux vêtements de ses enfants ; la mère meurt et le père disparaît peu après ; les enfants sont pris en charge par de la famille lointaine.

## Édition française
- La Vieille Maison, traduit par Édouard Parayre, éditions Gallimard, Bibliothèque de la Pléiade, 1970  (ISBN 2-07-010550-4).